# Suga-mel-micronésio
Suga-mel-micronésio (Myzomela rubratra) é uma espécie de ave da família dos melifagídeos (Meliphagidae). Pode ser encontrada nos seguintes países: Guam, Micronésia, Marianas Setentrionais e Palau. Os seus habitats naturais são: florestas subtropicais ou tropicais húmidas de baixa altitude.